# Román Perpiñá Grau
Román Perpiñá Grau (Reus, 10 de septiembre de 1902-Reus, 25 de julio de 1991) fue un economista español.

## Biografía
Se licenció en Ciencias Económicas en la Universidad de Deusto (Bilbao) y obtuvo el título de Intendente Mercantil por la Escuela Superior de Comercio. 
La Junta de Ampliación de Estudios le otorgó una beca y posteriormente viajó a Alemania. Allí, bajo la dirección del profesor Liedman, redactó su tesis doctoral, investigación de los fenómenos de concentración de empresas: Sociedades de promoción de empresas en Alemania (1929). Tras una larga colaboración con el profesor Harms, estudió en cuestiones ligadas con la localización de actividades económicas y, fundamentalmente, con el proceso de estructuración de toda la actividad económica. 
Perpiñá fundó el primer servicio de estudios económicos de España: el Seminario de Estudios Económicos de CHADE, que colaboró con Cambó. 
Más tarde se estableció en Valencia, fundó y dirigió el Centro de Estudios Económicos Valencianos desde 1930. Allí concibió y redactó su ensayo más destacado, "De economía hispana" (revista "Weltwirtsches Archiv", 1935). 
Tras la Guerra Civil, Perpiñá se estableció en Madrid como Consejero de Economía Nacional y se dedicó a realizar varios estudios sobre las posesiones españolas en el Golfo de Guinea. Maestro de numerosos estudiosos de la economía en América.
Román Perpiñá fue profesor en la Universidad Complutense de Madrid y en la Universidad Pontificia de Salamanca, siendo el maestro de destacados economistas españoles: Enrique Fuentes Quintana, Juan Velarde Fuentes, Ramón Tamames, entre otros.
Su biblioteca fue depositada en la Real Academia de Ciencias Morales y Políticas, aunque no llegó a ser miembro de la misma.
Tenía gran formación en lenguas clásicas le permitió trabajar con textos de grandes autores griegos y latinos con un gran rigor, para entender la problemática del comportamiento de los pueblos y comportamiento económico. 
Declaró en alguna ocasión que le desagrada "el sentido económico del mundo, en el que imperan el placer y el dinero".   
La Biblioteca de Reserva de la Universidad de Barcelona conserva más de veinte obras que formaron parte de la biblioteca personal de Perpinyá, y un ejemplo de las marcas de propiedad que identificaron sus libros a lo largo de su vida.

## Obras
- La Moneda, medida de cambio internacional (1932)

- La Crisi del priorat; L'interès col·lectiu econòmic a Catalunya i València (1932)

- Memorandum sobre la política del carbón (1935)

- De economía hispana: contribución al estudio de la constitución económica de España y de su política económica, especialmente la comercial exterior (1936)[4]

- Destino hispano: el movimiento, la lucha, la nueva vida (cursillo de formación de propagandistas del Movimiento) (1939)

- De colonización y economía en la Guinea Española: investigación sobre el terreno de la estructura y sistema de Colonización en la Guinea Española (1941)

- Preeconomía en la Guinea Española (1942)

- La economía marroquí: aportación al estudio de la economía marroquí referida especialmente a las zonas españolas. [Prólogo] (1943)

- De colonización africana con especial referencia a los factores económicos de Guinea... (1944)

- De colonización y economía en la Guinea Española: (misión Económica durante el segundo semestre de 1941) (1945)

- De Economía Urbana: valoraciones en municipios (1946)

- Renta nacional y política económica: conferencia pronunciada el 15 de noviembre de 1946 en nuestro salón de actos (1946)

- Mano de obra africana, factor de coste colonial: investigación sobre el peso de los braceros contratados en Fernando Poo (1947)

- Los tres pensadores griegos sobre el fenómeno colonial (1950)

- Tà prós ti: fundamento de la Economía (1951)

- De estructura económica y economía hispana (1952)

- La crisis de la economía liberal: del "ethos" económico al de seguridad (1953)

- Corología: teoría estructural y estructurante de la población de España (1900-1950) (1954)

- Lo económico y lo extraeconómico en la vida de los pueblos: discurso... en la Sesión inaugural del Curso 1956-57 (1956)

- Corología agrícola y general económica de España: ordenación espacio-temporal de población y estructura de riqueza (1958)

- Corología de la población de Nicaragua (1959)

- Exportación y desarrollo económico (1960)

- Población española en 1799 y censo de riqueza en 1799 (1961)

- Las nuevas estructuras en el orden económico (1962)

- Madrid, dasicora, por gracia y razón: la maduración industrial madrileña, de las postas y diligencias a los expresos, en el siglo XIX (1963)

- El momento actual de la economía soviética, ¿mutación, evolución o anécdota? (1963)

- La Mesa limpia del director de empresa: lección inaugural del curso 1963-64 (1963)

- Recopilación de usos, costumbres y prácticas mercantiles seguidos en España (1964)

- La economía exterior de Iberoamérica (1965)

- Reflexiones sobre origen y ocaso de las Talasocracias en Grecia, Venecia e Inglaterra: su constitución natural y su política económica (1965)

- Tipos de estructuras de renta en la península y su dinámica en el decenio 1955-64 (1967)

- ¿El sistema monetario mundial a la deriva? (1969)

- Concepto crítico y delimitaciones espaciales en España

(1969)
- La problemática de delimitación espacial o regional (1971)

- Determinantes económico político de los grandes espacios (1973)

- De lo liberal y de los pueblos (1975)

- El desarrollo ¿ha mutado la economía española? (1975)

- De economía crítica (1930-1936) (1982)

- ¿Crisis Económica Mundial? (1984)

- El análisis económico en España (1940-1960) (1986)

- D'economia catalana i mundial: textos en català (1926-1986) (1989)

## Galardones
- Premio Príncipe de Asturias de Ciencias Sociales 1981[5]
- Doctor honoris causa por la Universidad de Valencia (1981).
- Doctor honoris causa por la Universidad de Barcelona (1982).

| Predecesor: — | Premio Príncipe de Asturias de Ciencias Sociales 1981 | Sucesor: Antonio Domínguez Ortiz |